# Australia Open 1999 (Badminton)
Die Australian Open 1999 im Badminton fanden vom 1. bis zum 5. September 1999 in Sydney statt.

## Sieger und Platzierte
| Disziplin    | Gold                              | Silber                      | Bronze                          |
| ------------ | --------------------------------- | --------------------------- | ------------------------------- |
| Herreneinzel | Rio Suryana                       | Abhinn Shyam Gupta          | Bertrand Gallet                 |
| Herreneinzel | Rio Suryana                       | Abhinn Shyam Gupta          | Jeroen van Dijk                 |
| Dameneinzel  | Sandra Dimbour                    | Brenda Beenhakker           | Rayoni Head                     |
| Dameneinzel  | Sandra Dimbour                    | Brenda Beenhakker           | Kellie Lucas                    |
| Herrendoppel | Kim Dong-moon Yoo Yong-sung       | Ha Tae-kwon Lee Dong-soo    | Anthony Clark Nathan Robertson  |
| Herrendoppel | Kim Dong-moon Yoo Yong-sung       | Ha Tae-kwon Lee Dong-soo    | Manuel Dubrulle Vincent Laigle  |
| Damendoppel  | Ra Kyung-min Lee Hyo-jung         | Chung Jae-hee Yim Kyung-jin | Gail Emms Lotte Jonathans       |
| Damendoppel  | Ra Kyung-min Lee Hyo-jung         | Chung Jae-hee Yim Kyung-jin | Joanne Davies Sara Sankey       |
| Mixed        | Michael Keck Erica van den Heuvel | Chris Hunt Gail Emms        | Simon Archer Donna Kellogg      |
| Mixed        | Michael Keck Erica van den Heuvel | Chris Hunt Gail Emms        | Zdeněk Musil Markéta Koudelková |